# Église de la Sainte-Croix de Giesing
L'église de la Sainte-Croix de Giesing est une église catholique située dans le quartier de Giesing dans la ville de Munich en Allemagne.
C'est la troisième plus haute église de la ville.

## Historique
La construction a commencé en 1866 et s'est terminée en 1886 selon les plans de Georg von Dollmann
Le bâtiment est resté intact pendant la Seconde Guerre mondiale,
Dans les années 2011 à 2015, une rénovation complète et approfondie de l'intérieur a eu lieu.

## Dimensions
Les dimensions de l'édifice sont les suivantes :
- Hauteur intérieure de la nef centrale: 22,2 m
- Hauteur intérieure des allées latérales: 20 m
- Longueur : 71 m
- Hauteur de la tour : 95 m [2]
- Largeur : 40 m
- Superficie de l'église (y compris le hall de la tour): 840 m²

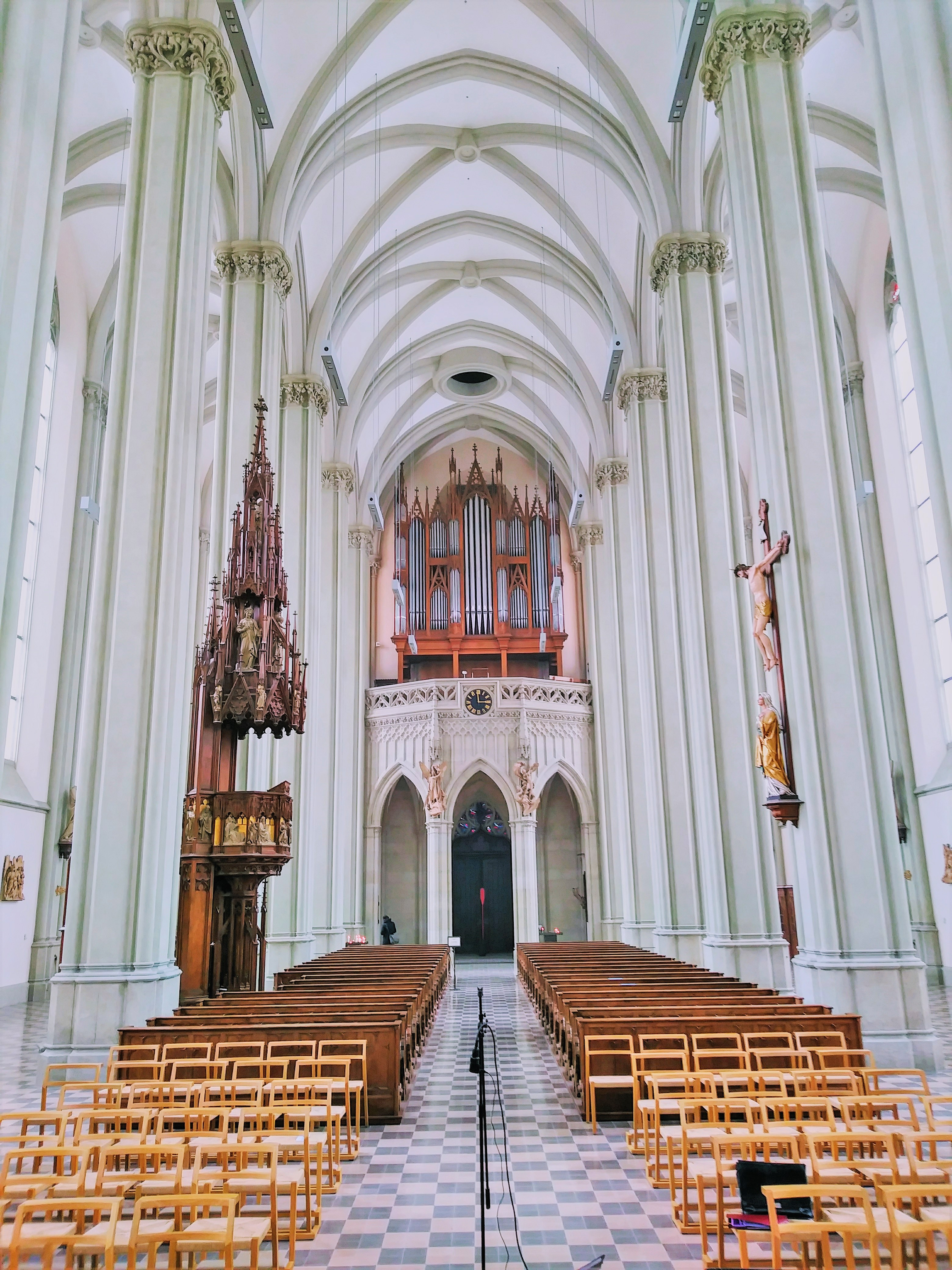
Intérieur de l'église